# Micrura rubra
Micrura rubra är en djurart som tillhör fylumet slemmaskar, och som beskrevs av Addison Emery Verrill 1892. Micrura rubra ingår i släktet Micrura och familjen Lineidae. Inga underarter finns listade i Catalogue of Life.